# Mexikanisches Federgras
Das Mexikanische Federgras (Nassella tenuissima; Synonym: Stipa tenuissima), genannt auch Zartes oder Dünnblättriges Federgras sowie Engelhaar, ist eine Pflanzenart aus der Gattung Nassella in der Familie der Süßgräser (Poaceae).

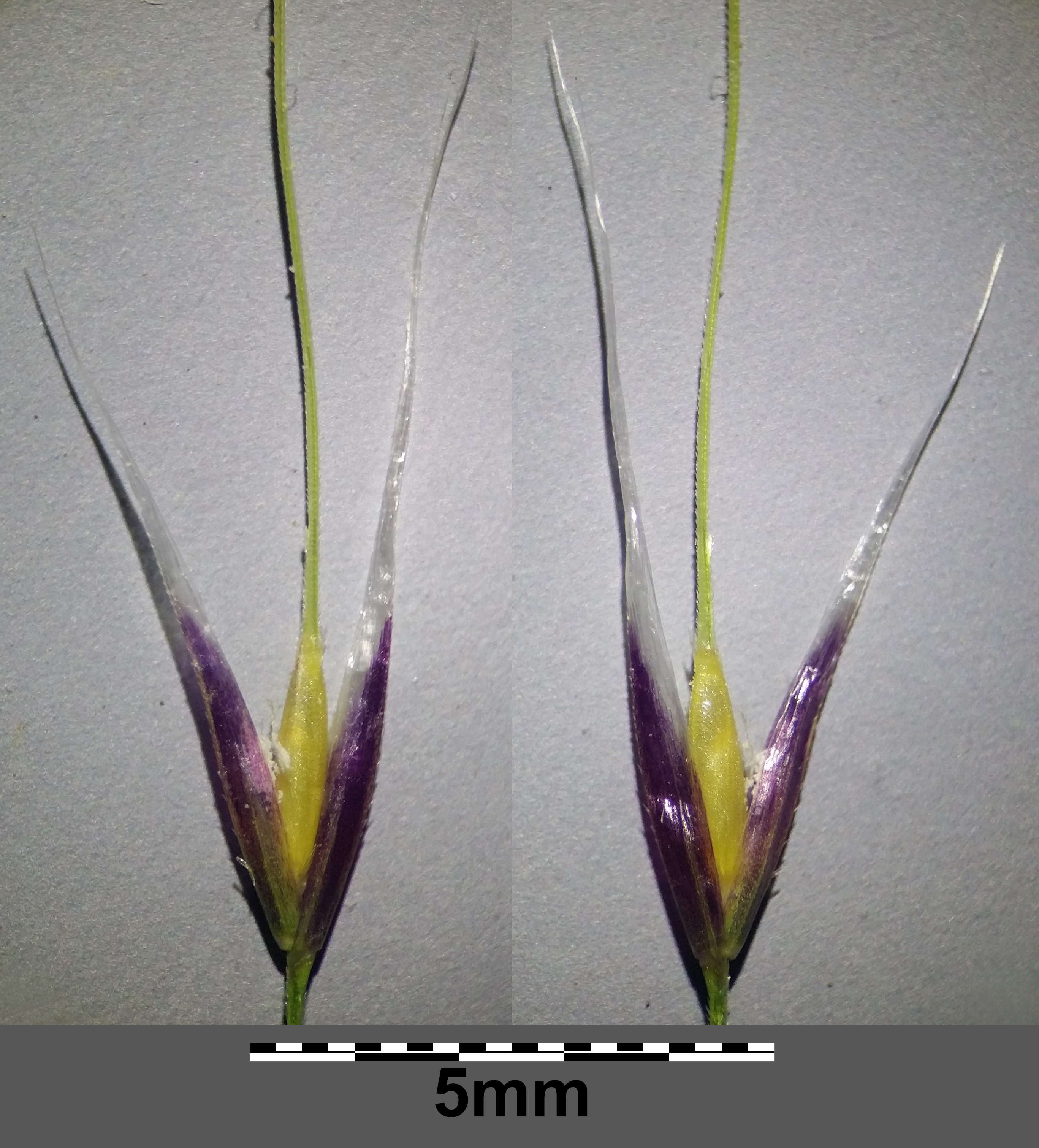
Ährchen

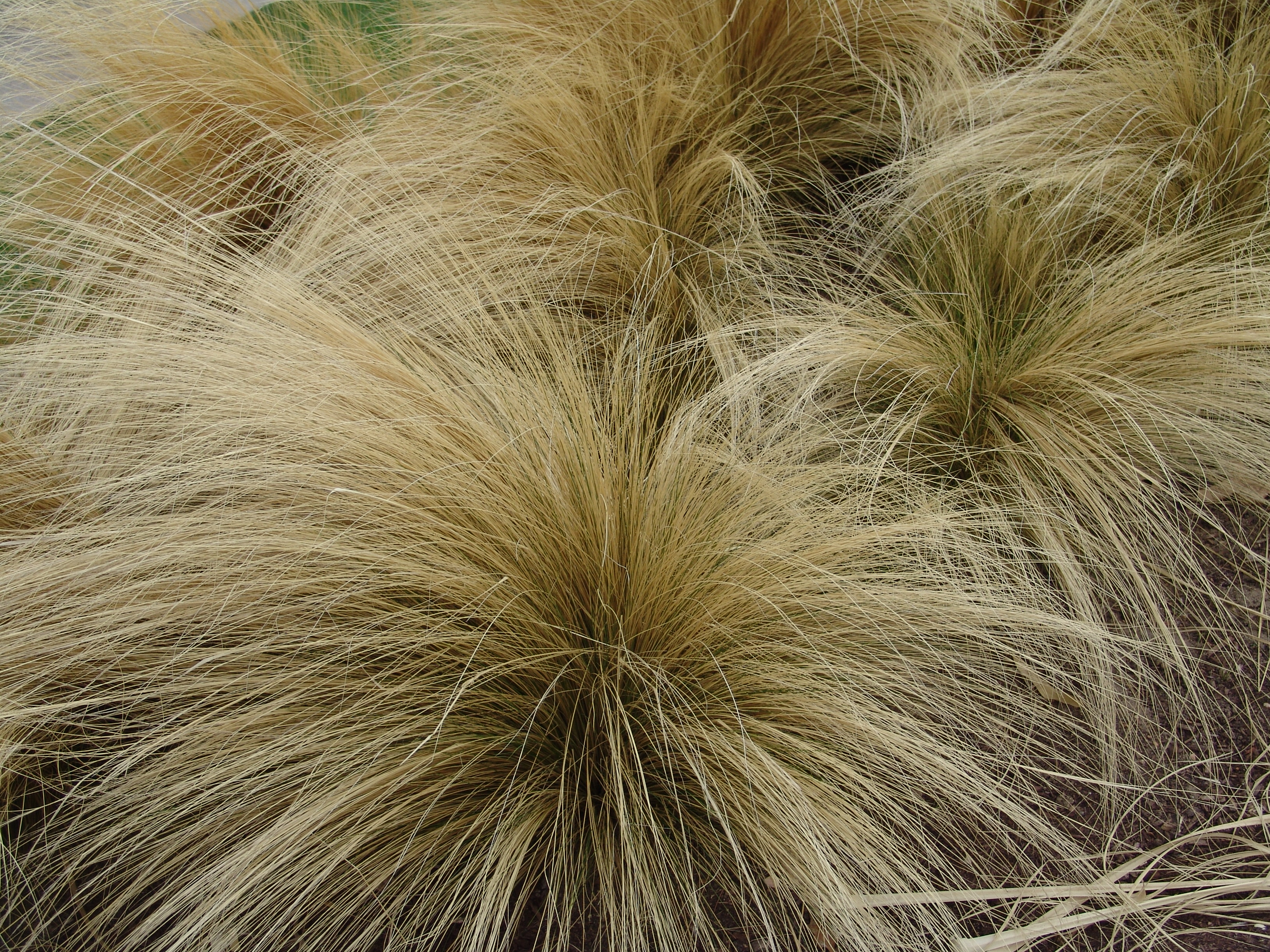
Habitus

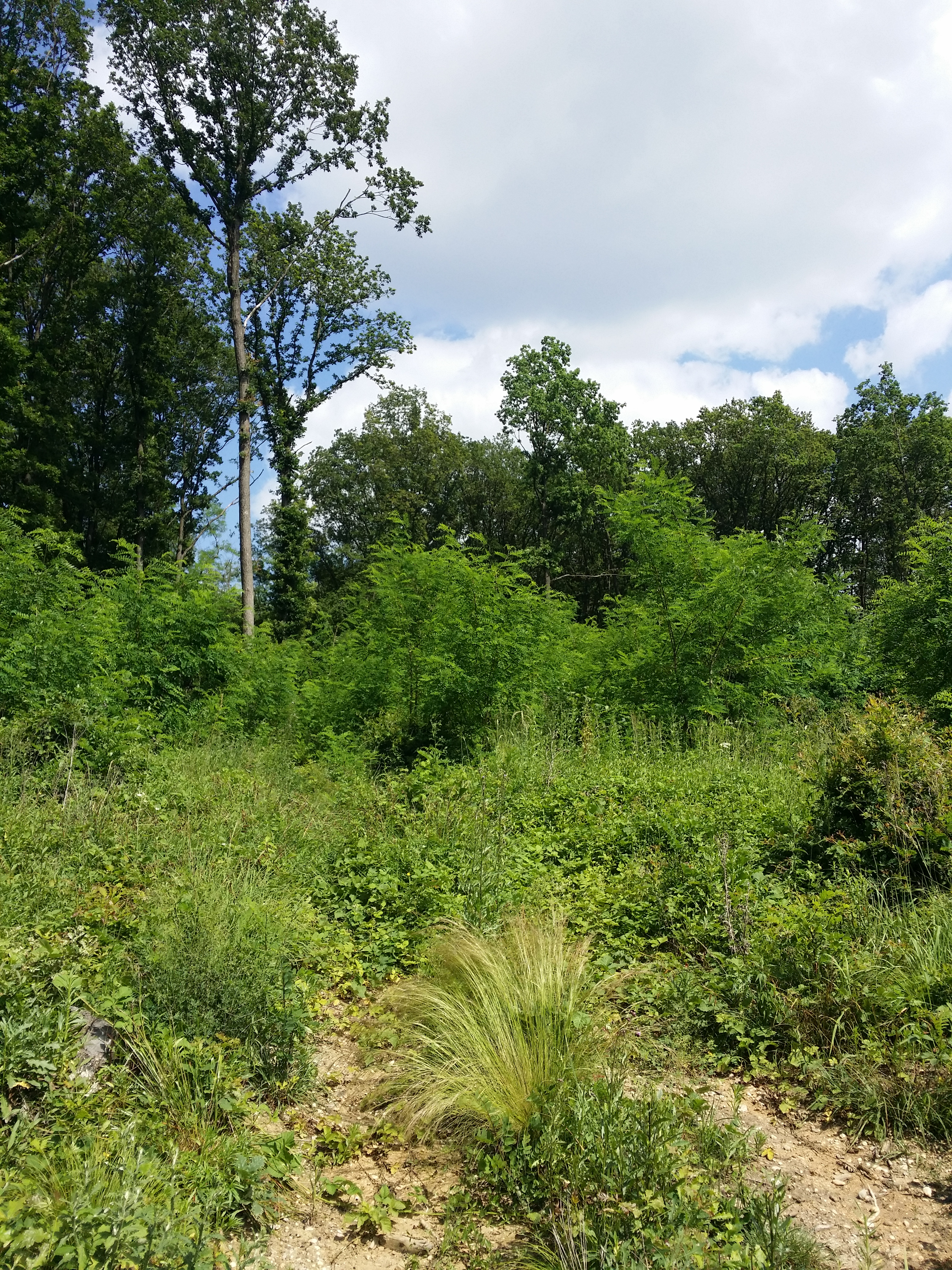
Mexikanisches Federgras in Niederösterreich verwildert

## Beschreibung
Das Mexikanische Federgras wächst dicht horstig mit vielen dünnen Halmen bis über 70 Zentimeter hoch. Die langen, schmalen sowie eingerollten Laubblätter mit Blattscheide und Blatthäutchen sind wechselständig. Die Blütenstände sind rispig mit langen, dünnen und feinen Grannen. Die Grannen sind bis 8 Zentimeter lang.

## Vorkommen
Das Mexikanische Federgras ist heimisch im mittleren Süden der USA, Mittel- bis Nordmexiko und Argentinien. Es ist invasiv unter anderem in Australien, Deutschland, Österreich, der Schweiz sowie Ländern Afrikas. In Europa ist sie als potenziell invasiver Neophyt in der Liste der gebietsfremden invasiven Pflanzen der Schweiz aufgeführt.

## Nutzung
Das Mexikanische Federgras wird in Europa als Zierpflanze genutzt. Es kommt daher in Mitteleuropa selten auch verwildert vor und wurde verwildert in Bayern, Niederösterreich, Salzburg, in der Schweiz und in Südtirol beobachtet.

## Taxonomie
Das Mexikanische Federgras wurde 1836 von Carl Bernhard von Trinius als Stipa tenuissima in Bulletin Scientifique publié par l’Académie Imperiale des Sciences de Saint-Pétersbourg Band 1, S. 67 erstbeschrieben. Die Art wurde 1990 durch Mary Elizabeth Barkworth (* 1941) in Taxon Band 39, S. 612 als Nassella tenuissima (Trin.) Barkworth in die Gattung Nassella gestellt.